# Mérida Open 2025 - Qualificazioni singolare
Le qualificazioni del singolare del Mérida Open 2025 sono un torneo di tennis preliminare per accedere alla fase finale della manifestazione disputate il 22 e 23 febbraio 2025. I vincitori dell'ultimo turno sono entrati di diritto nel tabellone principale. In caso di ritiro di uno o più giocatori aventi diritto a questi sono subentrati i Lucky loser, ossia i giocatori che hanno perso nell'ultimo turno ma che avevano una classifica più alta rispetto agli altri partecipanti che avevano comunque perso nel turno finale.

## Teste di serie
1. María Carlé (ultimo turno, lucky loser)
2. Anca Todoni (primo turno)
3. Maya Joint (qualificata)
4. Julija Starodubceva (ultimo turno, lucky loser)
5. Petra Martić (qualificata)
6. Daria Saville (qualificata)

1. Léolia Jeanjean (qualificata)
2. Varvara Lepchenko (ultimo turno)
3. Emiliana Arango (qualificata)
4. Francesca Jones (qualificata)
5. Nao Hibino (primo turno)
6. Solana Sierra (ultimo turno)

## Qualificate
1. Emiliana Arango
2. Francesca Jones
3. Maya Joint

1. Léolia Jeanjean
2. Petra Martić
3. Daria Saville

### Lucky loser
1. María Carlé

1. Julija Starodubceva

## Tabellone

### Legenda
| - Q = Qualificato - WC = Wild card - LL = Lucky loser | - ALT = Alternate - SE = Special Exempt - PR = Protected Ranking | - w/o = Walkover - r = Ritirato - d = Squalificato |

### Sezione 1
|  | Primo turno | Primo turno        | Primo turno        | Primo turno | Primo turno |  |  | Ultimo turno | Ultimo turno    | Ultimo turno | Ultimo turno | Ultimo turno |  |
|  |             |                    |                    |             |             |  |  |              |                 |              |              |              |  |
|  | 1           | María Carlé        | María Carlé        | 6           | 6           |  |  |              |                 |              |              |              |  |
|  | WC          | Victoria Rodríguez | Victoria Rodríguez | 3           | 2           |  |  | 1            | María Carlé     | 2            | 7            | 2            |  |
|  |             | Katarzyna Kawa     | Katarzyna Kawa     | 5           | 2           |  |  | 9            | Emiliana Arango | 6            | 5            | 6            |  |
|  | 9           | Emiliana Arango    | Emiliana Arango    | 7           | 6           |  |  |              |                 |              |              |              |  |

### Sezione 2
|  | Primo turno | Primo turno       | Primo turno       | Primo turno | Primo turno |  |  | Ultimo turno | Ultimo turno    | Ultimo turno | Ultimo turno | Ultimo turno |  |
|  |             |                   |                   |             |             |  |  |              |                 |              |              |              |  |
|  | 2           | Anca Todoni       | Anca Todoni       | 3           | 62          |  |  |              |                 |              |              |              |  |
|  |             | Leonie Küng       | Leonie Küng       | 6           | 7           |  |  |              | Leonie Küng     | 6            | 3            | 2            |  |
|  | WC          | Ana Sofía Sánchez | Ana Sofía Sánchez | 0           | 1           |  |  | 10           | Francesca Jones | 3            | 6            | 6            |  |
|  | 10          | Francesca Jones   | Francesca Jones   | 6           | 6           |  |  |              |                 |              |              |              |  |

### Sezione 3
|  | Primo turno | Primo turno       | Primo turno  | Primo turno | Primo turno |  |  | Ultimo turno | Ultimo turno  | Ultimo turno  | Ultimo turno | Ultimo turno |  |
|  |             |                   |              |             |             |  |  |              |               |               |              |              |  |
|  | 3           | Maya Joint        | Maya Joint   | 6           | 6           |  |  |              |               |               |              |              |  |
|  |             | Emina Bektas      | Emina Bektas | 2           | 3           |  |  | 3            | Maya Joint    | Maya Joint    | 6            | 6            |  |
|  |             | Linda Fruhvirtová | 6            | 63          | 3           |  |  | 12           | Solana Sierra | Solana Sierra | 1            | 1            |  |
|  | 12          | Solana Sierra     | 2            | 7           | 6           |  |  |              |               |               |              |              |  |

### Sezione 4
|  | Primo turno | Primo turno         | Primo turno         | Primo turno | Primo turno |  |  | Ultimo turno | Ultimo turno        | Ultimo turno        | Ultimo turno | Ultimo turno |  |
|  |             |                     |                     |             |             |  |  |              |                     |                     |              |              |  |
|  | 4           | Julija Starodubceva | Julija Starodubceva | 6           | 6           |  |  |              |                     |                     |              |              |  |
|  | WC          | Dimitra Pavlou      | Dimitra Pavlou      | 4           | 3           |  |  | 4            | Julija Starodubceva | Julija Starodubceva | 1            | 4            |  |
|  |             | Astra Sharma        | 6                   | 5           | 1           |  |  | 7            | Léolia Jeanjean     | Léolia Jeanjean     | 6            | 6            |  |
|  | 7           | Léolia Jeanjean     | 4                   | 7           | 6           |  |  |              |                     |                     |              |              |  |

### Sezione 5
|  | Primo turno | Primo turno     | Primo turno     | Primo turno | Primo turno |  |  | Ultimo turno | Ultimo turno | Ultimo turno | Ultimo turno | Ultimo turno |  |
|  |             |                 |                 |             |             |  |  |              |              |              |              |              |  |
|  | 5           | Petra Martić    | Petra Martić    | 7           | 6           |  |  |              |              |              |              |              |  |
|  | Alt         | Lia Karatančeva | Lia Karatančeva | 5           | 4           |  |  | 5            | Petra Martić | Petra Martić | 6            | 6            |  |
|  |             | Hanna Chang     | Hanna Chang     | 6           | 6           |  |  |              | Hanna Chang  | Hanna Chang  | 4            | 1            |  |
|  | 11          | Nao Hibino      | Nao Hibino      | 1           | 4           |  |  |              |              |              |              |              |  |

### Sezione 6
|  | Primo turno | Primo turno        | Primo turno        | Primo turno | Primo turno |  |  | Ultimo turno | Ultimo turno      | Ultimo turno      | Ultimo turno | Ultimo turno |  |
|  |             |                    |                    |             |             |  |  |              |                   |                   |              |              |  |
|  | 6           | Daria Saville      | Daria Saville      | 7           | 6           |  |  |              |                   |                   |              |              |  |
|  | WC          | Ellen Perez        | Ellen Perez        | 65          | 1           |  |  | 6            | Daria Saville     | Daria Saville     | 6            | 6            |  |
|  |             | Valerija Strachova | Valerija Strachova | 3           | 1           |  |  | 8            | Varvara Lepchenko | Varvara Lepchenko | 2            | 1            |  |
|  | 8           | Varvara Lepchenko  | Varvara Lepchenko  | 6           | 6           |  |  |              |                   |                   |              |              |  |